# 岡山県立大学情報工学部・大学院情報系工学研究科
岡山県立大学情報工学部（おかやまけんりつだいがくじょうほうこうがくぶ）は、岡山県立大学に設置された情報工学に関する学部。
岡山県立大学大学院情報系工学研究科（おかやまけんりつだいがくだいがくいんじょうほうけいこうがくけんきゅうか)は、同大学大学院に設置された大学院工学系研究科のひとつ。
情報通信関連を司る高度な分野を教育研究する。

## 沿革
1993年 岡山県立大学開学。情報工学部開設。
1997年 大学院修士課程情報系工学研究科開設。
1999年 大学院博士課程情報系工学研究科開設。

## 組織
（学部）
- 情報工学部
  - 情報通信工学科
  - 情報システム工学科
  - 人間情報工学科

（大学院）
- 情報系工学研究科
  - システム工学専攻（博士前期課程・博士後期課程）